# Crowe Lake
Crowe Lake är en sjö i Kanada.   Den ligger i provinsen Newfoundland och Labrador, i den östra delen av landet, 1 600 km öster om huvudstaden Ottawa. Crowe Lake ligger 197 meter över havet. Arean är 4,0 kvadratkilometer. Den sträcker sig 3,1 kilometer i nord-sydlig riktning, och 2,7 kilometer i öst-västlig riktning.
I omgivningarna runt Crowe Lake växer i huvudsak blandskog. Trakten runt Crowe Lake är nära nog obefolkad, med mindre än två invånare per kvadratkilometer.